# Poultonella
Poultonella är ett släkte av spindlar. Poultonella ingår i familjen hoppspindlar.
Kladogram enligt Catalogue of Life:
| Poultonella | \| \| Poultonella alboimmaculata \| \| \| \| \| \| Poultonella nuecensensis \| \| \| \| |
|             | \| \| Poultonella alboimmaculata \| \| \| \| \| \| Poultonella nuecensensis \| \| \| \| |
|             | Poultonella alboimmaculata                                                              |
|             |                                                                                         |
|             | Poultonella nuecensensis                                                                |
|             |                                                                                         |